# Схунакер, Дик
Дик Хендрикюс Схунакер (нидерл. Dick Hendrikus Schoenaker; род. 30 ноября 1952, Эде, Гелдерланд) — нидерландский футболист, завершивший игровую карьеру, играл на позиции полузащитника. Выступал за «Вагенинген», «Де Графсхап», «Аякс», «Твенте» и «Витесс».
Бо́льшую часть карьеры провёл в амстердамском «Аяксе», за девять сезонов отыграл в чемпионате 271 матч и забил 86 голов. Шестикратный чемпион и двукратный обладатель Кубка Нидерландов в составе «Аякса». За сборную Нидерландов провёл 13 матчей, отличился шестью голами. В 1978 году в составе сборной стал серебряным призёром Чемпионата мира в Аргентине.
В настоящее время работает главным менеджером молодёжного состава «Аякса», чьим главным тренером является Гери Винк.

## Статистика

### Матчи Схунакера за сборную Нидерландов
| Матчи Схунакера за сборную Нидерландов | Матчи Схунакера за сборную Нидерландов | Матчи Схунакера за сборную Нидерландов | Матчи Схунакера за сборную Нидерландов | Матчи Схунакера за сборную Нидерландов | Матчи Схунакера за сборную Нидерландов |
| -------------------------------------- | -------------------------------------- | -------------------------------------- | -------------------------------------- | -------------------------------------- | -------------------------------------- |
| №                                      | Дата                                   | Соперник                               | Счёт                                   | Голы Схунакера                         | Соревнование                           |
| 1                                      | 14 июня 1978                           | Австрия                                | 5:1                                    | —                                      | Чемпионат мира 1978                    |
| 2                                      | 21 ноября 1979                         | ГДР                                    | 3:2                                    | —                                      | Чемпионат Европы 1980 (отбор)          |
| 3                                      | 23 января 1980                         | Испания                                | 0:1                                    | —                                      | Товарищеский матч                      |
| 4                                      | 26 марта 1980                          | Франция                                | 0:0                                    | —                                      | Товарищеский матч                      |
| 5                                      | 10 сентября 1980                       | Ирландия                               | 1:2                                    | —                                      | Чемпионат мира 1982 (отбор)            |
| 6                                      | 1 сентября 1982                        | Исландия                               | 1:1                                    | 1                                      | Чемпионат Европы 1984 (отбор)          |
| 7                                      | 22 сентября 1982                       | Ирландия                               | 2:1                                    | 1                                      | Чемпионат Европы 1984 (отбор)          |
| 8                                      | 19 декабря 1982                        | Мальта                                 | 6:0                                    | 2                                      | Чемпионат Европы 1984 (отбор)          |
| 9                                      | 16 февраля 1983                        | Испания                                | 0:1                                    | —                                      | Чемпионат Европы 1984 (отбор)          |
| 10                                     | 27 апреля 1983                         | Швеция                                 | 0:3                                    | —                                      | Товарищеский матч                      |
| 11                                     | 27 февраля 1985                        | Кипр                                   | 7:1                                    | 2                                      | Чемпионат мира 1986 (отбор)            |
| 12                                     | 1 мая 1985                             | Австрия                                | 1:1                                    | —                                      | Чемпионат мира 1986 (отбор)            |
| 13                                     | 14 мая 1985                            | Венгрия                                | 1:0                                    | —                                      | Чемпионат мира 1986 (отбор)            |

Итого: 13 матчей / 6 голов; 6 побед, 3 ничьи, 4 поражения.